# Neurotheca corymbosa
Neurotheca corymbosa là một loài thực vật có hoa trong họ Long đởm. Loài này được HUA mô tả khoa học đầu tiên năm 1901.